# Dasineura toweri
Dasineura toweri är en tvåvingeart som först beskrevs av Ephraim Porter Felt 1909.  Dasineura toweri ingår i släktet Dasineura och familjen gallmyggor. Inga underarter finns listade i Catalogue of Life.